# モンテ・アルジェンターリオ
モンテ・アルジェンターリオ（伊: Monte Argentario）は、イタリア共和国トスカーナ州グロッセート県にある、人口約12,000人の基礎自治体（コムーネ）。

## 地理

### 位置
グロッセート県南部に位置し、ティレニア海に面する。県都グロッセートの南約40km、州都フィレンツェの南約150km、首都ローマの西北西約124kmに位置する。
沖合にはトスカーナ群島のジリオ島やジャンヌートリ島が浮かんでいる。

#### 隣接コムーネ
隣接するコムーネは以下の通り。
- オルベテッロ

### 地勢
ティレニア海に向かって突き出した半島上に位置する。この半島は、アルベーニャ川 (Albegna) と海流の作用によって本土と結ばれた陸繋島で、かつての島の部分はプロモントリオ・デッラルジェンターリオ (it:Promontorio dell'Argentario) （アルジェンタリオ岬）と呼ばれている。
本土側からは3本の砂州が伸びており、このうち西北側（Giannella砂州）と東南側（Feniglia砂州）の2本によってプロモントリオと本土が結ばれている。砂州に囲まれた潟湖（ラグーナ）・オルベテッロ潟 (Laguna di Orbetello) は、中央の砂州（オルベテッロの本村がこの上に位置する）と堤防によって2つに分けられており、西側の潟湖を Laguna di Ponente、東側の潟湖を Laguna di Levante と言う。
プロモントリオは山がちであり、最高峰は Punta Telegrafo (635 m)。岩石海岸で、多くの入り江や小さな港がある。

### 気候分類・地震分類
モンテ・アルジェンターリオにおけるイタリアの気候分類 (it) および度日は、zona C, 1399 GGである。
また、イタリアの地震リスク階級 (it) では、zona 4 (sismicità molto bassa) に分類される。

## 行政

### 分離集落
モンテ・アルジェンターリオには、プロモントリオのやや東南寄りに、北西部にポルト・サント・ステーファノ (Porto Santo Stefano) 、南東部にポルト・エルコーレ (it:Porto Ercole) の二つの分離集落（フラツィオーネ）がある。コムーネの役所はポルト・サント・ステファノに置かれている。
- オルベテッロ潟
- ポルト・エルコーレ
- イーゾラ・ロッサ

## 歴史

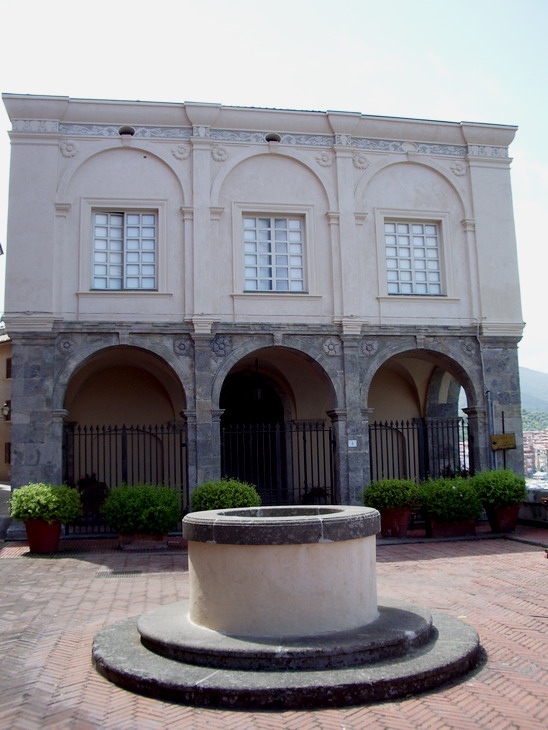
スペイン領（プレシディ領）時代、ポルト・エルコーレには総督の宮殿が置かれた。

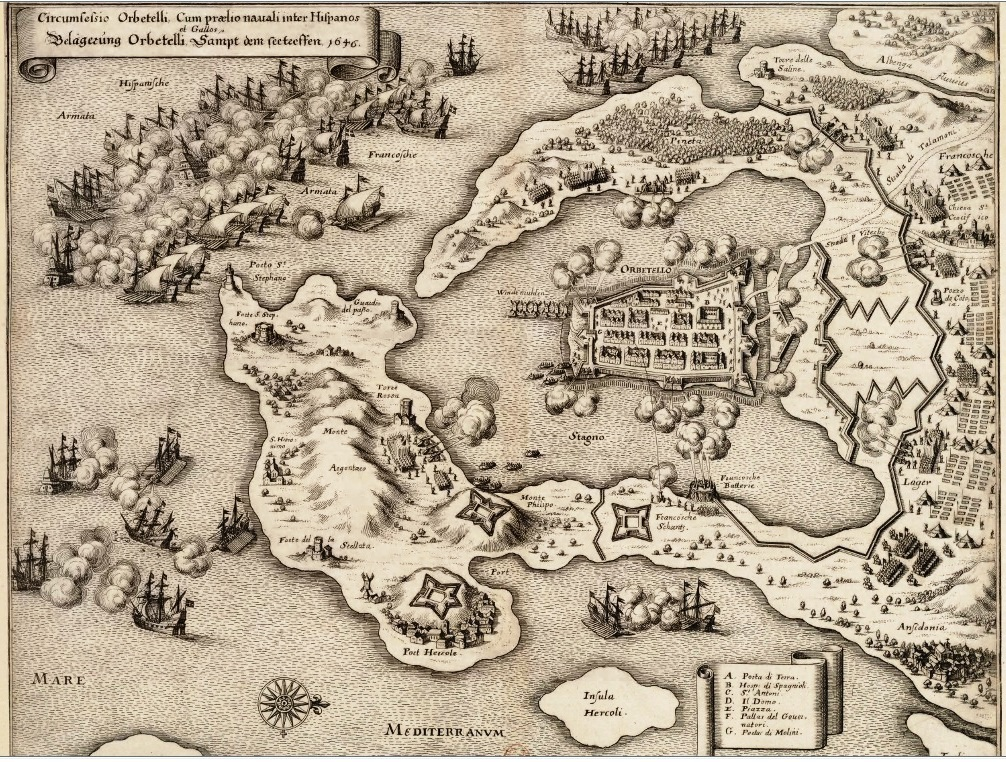
オルベテッロの戦い

### 古代
プロモントリオにはエトルリア人が居住していたと考えられているが、ポエニ戦争に際してローマ共和国に多額の資金を貸し付けた Domitii Aenobarbi 家が、その代償としてこの地を私領として得た。現在の地名に残る Arganterii は、古代ローマにおける貸し手の名前に由来すると考えられている。
4世紀、コンスタンティヌス1世によってこの土地は教会に寄進された。

### 中世・近世
中世にはアウレリア街道が衰微し、この地域の住民もまばらになった。プロモントリオはオルベテッロとともに、アルドブランデスキ家 (Aldobrandeschi family) 、オルシーニ家、ナポリ王ラディズラーオ1世、シエーナの所領へと移り、16世紀の終わりまでスペイン領となった。スペイン人たちは、ポルト・サント・ステーファノとポルト・エルコーレの二つの港を要塞化し、プレシディ領 (State of Presidi) の拠点とした。
ポルト・エルコーレは画家カラヴァッジオ（1571年 - 1610年）の終焉の地とされる。
1646年には、西仏戦争中の戦闘であるオルベテッロの戦い (Battle of Orbetello) が、オルベテッロ潟周囲で行われた。

### 近代・現代
ナポレオンの敗北後、1715年にトスカーナ大公国領となり、以後1860年のイタリア統一までその支配下にあった。
第二次世界大戦中、モンテ・アルジェンターリオは激しい爆撃を受け、住民も多く犠牲になった。サント・ステーファノの港は破壊され、1950年代になってようやく再建された。しかし、オルテベッロとの間を結んでいた鉄道が再建されることはなかった。

## 文化・観光
分離集落Porto Ercoleは、「イタリアの最も美しい村」クラブの加盟メンバーである。

## 交通

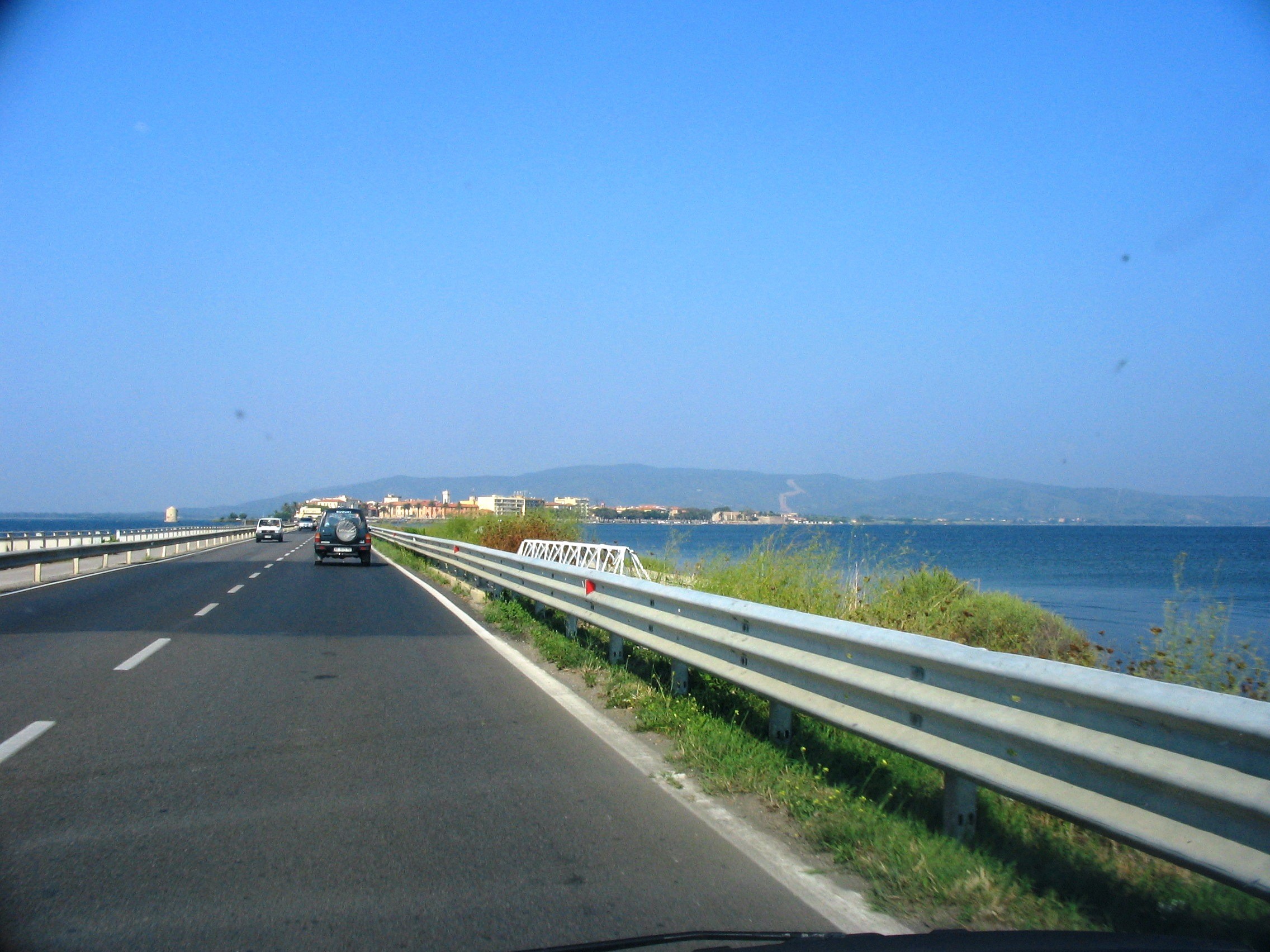
潟湖上の土手道を走るSS440。かつては鉄道が走っていた。

### 道路
国道
- SS440  (it:Strada statale 440 di Porto Santo Stefano)

### 鉄道
かつて、ポルト・サント・ステーファノとポルト・エルコーレ、オルベテッロとを結び、オルベテッロでピサ＝リヴォルノ＝ローマ線に接続する鉄道路線 (it:Ferrovia Orbetello-Porto Santo Stefano) があったが、第二次世界大戦で破壊され、その後再建されなかった。オルベテッロの駅は、オルベテッロ＝モンテ・アルジェンタリーオ駅 (it:Stazione di Orbetello-Monte Argentario) と称している。